# Barbara Weldens
Pour les articles homonymes, voir Welden.
Barbara Weldens, née Barbara Jacquinot le 17 avril 1982 à Vitry-le-François et morte le 19 juillet 2017 à Gourdon, est une auteure-compositrice-interprète française.

## Biographie
Barbara Jacquinot naît le 17 avril 1982 à Vitry-le-François. Elle grandit dans le monde du cirque, dont ses parents font partie, y apprenant le jonglage, l’acrobatie, le trapèze. Elle écrit des poèmes et des chansons dès son enfance puis, adolescente, elle apprend le piano et écoute Jacques Brel et Barbara qui lui inspirent sa propre plume.
Adulte, elle crée un spectacle de cirque qu'elle joue seule ou en groupe. Fin 2011, elle prend avec des amis la direction du Théâtre de Pierres, à Fouzilhon, formant le Collectif TDP.
Dans une ambiance de créativité pluridisciplinaire (théâtre, écriture, chant, musique…), elle écrit et compose Le Grand H de l’homme. Elle rencontre Dany Lapointe, petite-fille du chanteur Boby Lapointe et directrice du festival de chanson Printival Boby-Lapointe, qui devient sa manageuse et se consacre pleinement à son activité musicale[Quand ?]. Deux musiciennes, Marion Diaques et Barbara Hammadi, intègrent le projet.
En 2016, son premier album bénéficie des arrangements en studio de Cédric Riche, Christophe Boucher et Barbara Hammadi.
Le 3 février 2017, son premier album studio, Le Grand H de l’homme, sort sous le label Printival. Sa voix est caractérisée par une tessiture grave et des roulements des r rappelant Brel ou Piaf.
En parallèle à son album solo, Barbara Weldens forme le groupe Les Oies blanches en 2016, avec quatre autres musiciens : Sophie Benoit (accordéon), Élian Besson (basse), Frédéric Lefèvre (guitare) et Christophe Seux (batterie). Ce projet clairement rock contraste avec son album solo ; un album posthume sort en mai 2019.
Barbara Weldens décrit Les Oies blanches comme « une meute émotive, une musique rock qui s’est infestée de textes slamés, chantés, hurlés dans le tumulte de l’urgence. L’urgence de brûler ce qu’il reste de jeunesse juste avant qu’elle ne s’échappe. Un son balancé d’un seul mouvement franc, sans chichi. La batterie tabasse l’accord, la guitare se frotte à la basse et la voix passe la rampe pour conter les histoires éternelles, celles qui nous survivent, l’amour, l’enfance, la mort, la vie. »[réf. nécessaire]
L'héritage musical de Barbara Weldens est perpétué aujourd'hui par les musiciens des Oies blanches avec le groupe Les Zingueurs sauvages, groupe rock auquel la chanteuse a offert quelques textes.

## Mort accidentelle
Le 19 juillet 2017, Barbara Weldens est en concert à Gourdon. Elle meurt sur la scène de l'église des Cordeliers dans le cadre du festival Léo-Ferré, d'un arrêt cardio-respiratoire consécutif à une électrocution. Elle chantait sur scène pieds nus, comme elle en avait l'habitude. Une enquête pour homicide involontaire est ouverte le 31 juillet 2017, après qu'un expert a confirmé des dysfonctionnements électriques sur la scène,.
Elle est inhumée au cimetière de Fouzilhon le 29 juillet 2017. Une cérémonie d’adieu a eu lieu en fin d’après-midi dans son village d’adoption, en présence des habitants de la commune et du public du Théâtre de Pierres.
Le 15 décembre 2022, s'ouvre le procès des organisateurs du concert pour homicide involontaire par négligence au tribunal correctionnel de Cahors. Le jugement est rendu le 16 février 2023 : le responsable de l’éclairage est condamné à dix-huit mois de prison avec sursis et à une interdiction d'exercer, le responsable du son a été relaxé tandis que l’association les Amis de la butte, organisatrice du concert, écope d’une amende de 20 000 euros assortie du sursis également. Des dommages pour préjudice moral ont été accordés aux proches de la chanteuse, entre 10 et 20 000 euros, qui seront versés par l’assureur du spectacle,.

## Distinctions
En 2015, elle remporte le tremplin Découverte Chanson du festival Pause Guitare, avec le prix des professionnels et le prix du public.
Fin 2016, elle remporte le prix Révélation Scène de l’académie Charles-Cros et le premier prix du concours Jeunes Talents 2016 du festival Jacques-Brel.